# Schloss Höflas

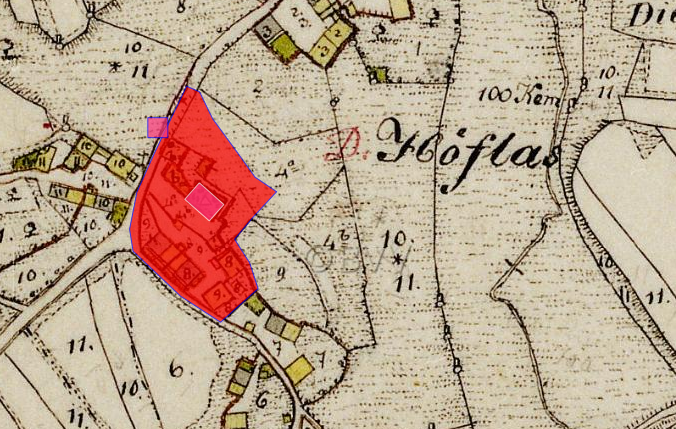
Lageplan von Schloss Höflas auf dem Urkataster von Bayern

Das Schloss Höflas befindet sich in dem gleichnamigen Gemeindeteil Höflas der Oberpfälzer Stadt Kemnath im Landkreis Tirschenreuth (Höflas 4a und b) und ist unter der Aktennummer D-3-77-129-56 als Baudenkmal verzeichnet. „Archäologische Befunde der frühen Neuzeit im Bereich des ehem. Schlosses von Höflas“ werden zudem als Bodendenkmal unter der Aktennummer D-3-6137-0062 geführt.

## Geschichte
Höflas ist eine Gründung der Babenberger und besteht eventuell bereits seit dem 9. Jahrhundert. Zur Verwaltung wurden dort die Landgrafen von Leuchtenberg als Vögte eingesetzt. 1279 verpfändete Gebhard IV. von Leuchtenberg Höflas an seinen Bruder Friedrich II. Dieser verkaufte 1283 diese Besitzungen an den Wittelsbacher Herzog Ludwig von Bayern. Die Wittelsbacher übten fortan die Vogteirechte aus. Wie lange Höflas im Besitz der Babenberger blieb, ist ungewiss. 1375 trat erstmals „Ott Irelbech zu den Höfleins“ als Besitzer des Ansitzes auf. Sein Nachfolger war der 1417 genannte „Chunrat Erlbekch zu dem Höfleins“. Ihm folgte 1440 Ulrich Erlbeck, der sich von da ab von Höflas nannte. Sein Sohn Hans Erlbeck zum Höflas wurde von 1419 bis 1448 erwähnt. 1480 folgte Fritz Erlbeck von Höflas. In den pfälzischen Landsassenmatrikeln werden von 1518 bis 1541 „Georig Irlbeckh zum Höffles“, „Jorig Irlbeckh zum Hoffles“ und bis 1550 „Hanns Irlbeckh zum Hoffles“ genannt. Danach wurde der Sitz an Friedrich von Eyb verkauft, im gleichen Jahr ging der Besitz an Lutz von Eyb über. 1778 und 1783 ist „Freyherr von Lindenfels“ als Besitzer genannt.

## Schloss Höflas heute
Der unscheinbare Schlossbau von 1665 befindet sich inmitten des Straßendorfes Höflas. Es ist ein zweigeschossiger, verputzter Massivbau mit einem Satteldach, einem Rundbogenportal und einer Eckquaderung. Auf einem Fenstersturz im Obergeschoss des Gebäudes steht die Jahreszahl „1655“ mit der Abkürzung „H. G. M.“; es ist nicht bekannt, auf welchen Besitzer sich diese Inschrift bezieht.